# Финтинеле (комуна, Констанца)
Финтинеле (рум. Fântânele) — комуна у повіті Констанца в Румунії. До складу комуни входить єдине село Финтинеле.
Комуна розташована на відстані 197 км на схід від Бухареста, 49 км на північ від Констанци, 100 км на південний схід від Галаца.

## Населення
У 2009 року у комуні проживали 1699 осіб.

## Зовнішні посилання
- Дані про комуну Финтинеле на сайті Ghidul Primăriilor